# Kaloula mediolineata
Kaloula mediolineata é uma espécie de anfíbio da família Microhylidae.
Pode ser encontrada nos seguintes países: Laos, Tailândia, Vietname e possivelmente em Camboja.
Os seus habitats naturais são: florestas secas tropicais ou subtropicais , florestas subtropicais ou tropicais húmidas de baixa altitude e marismas intermitentes de água doce.
Está ameaçada por perda de habitat.